# くろ局長
くろ局長（くろきょくちょう、1990年1月15日 - ）は、日本のインフルエンサー、YouTuber、ジャーナリスト、貿易ブローカー、歌手である。YouTubeチャンネル「サランピTV」の運営者。大阪府在住（大阪府出身）。

## 来歴
高校卒業後、夜の世界に憧れてキャバクラ（club ZOO -ズーミナミ-）の黒服として働き、その後、通信系の会社に営業マンとして就職する。22歳の頃、独立して通信関連会社を設立する。

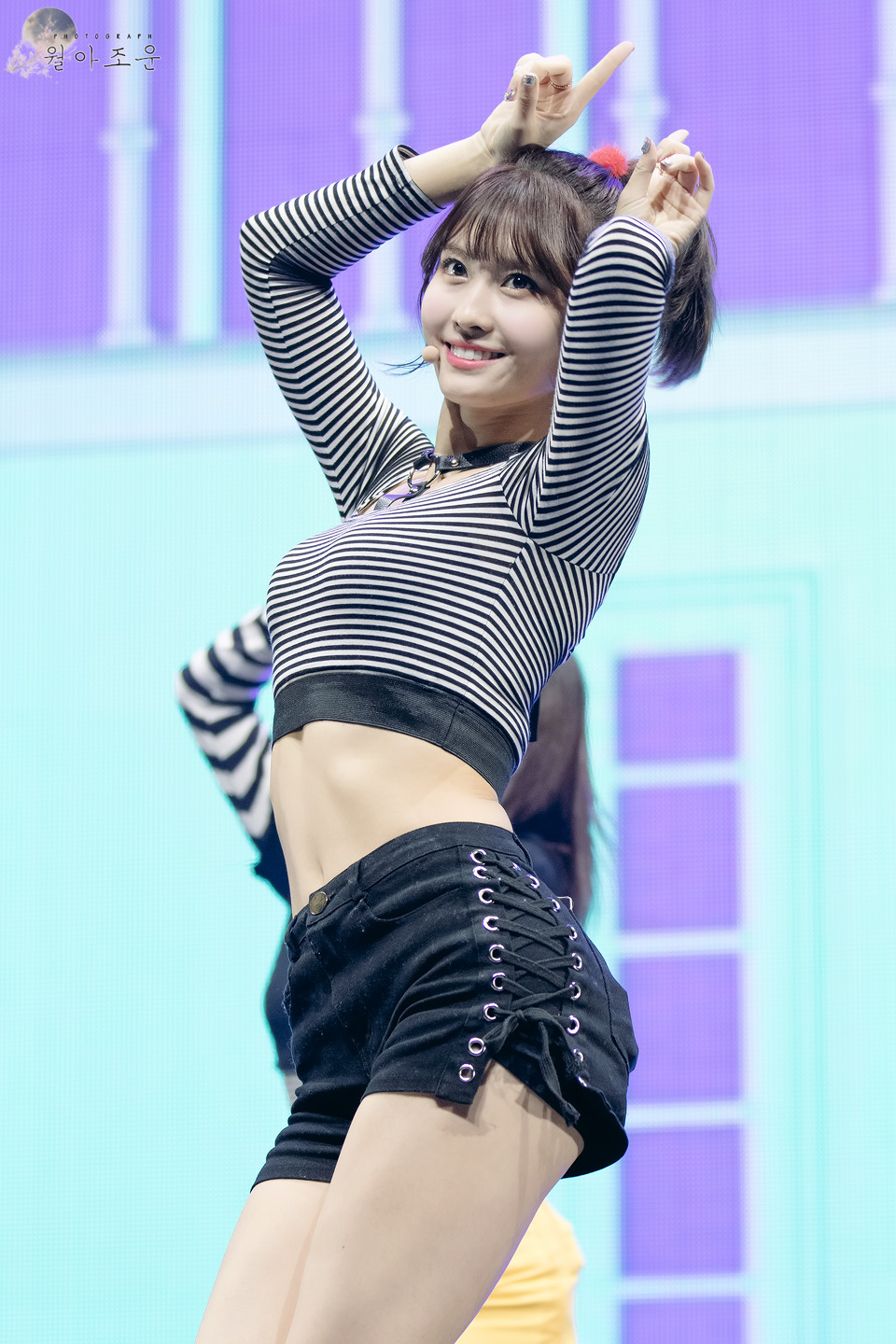
YouTubeを始めるきっかけとなったモモ

2019年1月にTWICEのモモがきっかけとなり、YouTubeチャンネル「サランピTV」を開設し、K-POP関連の動画を投稿している。またYouTube活動と並行して、貿易ブローカー業務を行なっている。
2021年4月22日に結婚を発表。2022年5月27日には自身の動画で娘が誕生したたことを報告した。
2023年11月28日、スポーツ・エンターテインメントアプリ「なんドラ」の運営会社「なんでもドラフト」とのコラボを果たし、オーディション番組「PRODUCE 101 JAPAN THE GIRLS」の課題曲バトル、順位発表式の結果予想企画を開催した。

## 眉アートメイク
2025年5月21日の雑談配信にて眉にアートメイクを施した事を報告。仕上がりがとても気に入っているようで、配信中終始上機嫌であった。

## 人物
- 趣味はバイクツーリング、マリンスポーツ、コンビニアイスの食べ比べ[2]。
- K-POPが好きになったきっかけのグループはBIGBANGである[2]。

## 発言や持論
- くろ局長曰く、K-POPの人気を再加速させた要因としてSNSを挙げており、K-POPのSNS活用が活発であることから「日本エンターテイメントとの差」と述べており、J-POPにあるDVDなどの映像作品を買わないと見られなかった映像を韓国アイドルはYouTubeなどで公開しているため、「K-POPはSNS時代にマッチしている」と述べている[5]。

## 視聴者との約束
くろ局長からトリエスオッパと称されていた視聴者とtripleSが完全体でカムバックした暁にはMVのリアクション動画を挙げると約束していた。tripleSが完全体でカムバックして１カ月以上が経過しても猶、Girls Never DieのMVのリアクション動画を一向に挙げる気配が無かった中、2024年7月7日配信動画内でこの件について言及。Girls Never DieのMVのリアクション動画を挙げないのはtripleSの事を知らないからであると述べた。

## ディスコグラフィ

### コラボレーション楽曲
- ARATA「WANT U prod. MADLEMON (feat. ぱくゆう & くろ局長)」（2021年12月20日）